# Cruzchén
Cruzchén är en ort i Mexiko.   Den ligger i kommunen Tenejapa och delstaten Chiapas, i den sydöstra delen av landet, 800 km öster om huvudstaden Mexico City. Cruzchén ligger 2 101 meter över havet och antalet invånare är 837.
Terrängen runt Cruzchén är bergig. Runt Cruzchén är det ganska tätbefolkat, med 155 invånare per kvadratkilometer. Närmaste större samhälle är Yoshib, 3,2 km nordost om Cruzchén. I omgivningarna runt Cruzchén växer i huvudsak städsegrön lövskog.